# Vakuumhärten
Das Vakuumhärten ist ein Verfahren in dem Werkzeugstähle (Kalt-/Warmarbeitsstähle und Schnellarbeitsstähle, konventionell oder pulvermetallurgisch hergestellt) nach dem heutigen Stand der Technik industriell wärmebehandelt werden können. In diesen Anlagen können legierte, hochlegierte Werkzeugstähle und martensitische Edelstähle (z. B. 1.4112 X90CrMoV18) bis zu einer maximalen Temperatur von 1300 °C gehärtet und angelassen werden.
Legierte und hochlegierte Werkzeuglegierungen sind in der Regel sogenannte Lufthärter und benötigen keine Wasser- oder Ölabschreckung für eine Martensitbildung als Härtungsgefüge. Moderne Vakuumhärteanlagen haben eine Gasüberdruckabkühlungseinrichtung mit > 8 bar. Als Abschreckgas wird Stickstoff verwendet. Der Stickstoff wird kurz vor dem Abschreckvorgang in die Glühkammer des Vakuumofen komprimiert eingeleitet und kühlt im regelbaren Gasstrom das Härtegut definiert ab. Dieser „milde“ Gasstrom führt in der Regel zu sehr geringen Form- und Maßänderungen an den Werkstücken.
Zudem lassen sich konstruktiv notwendige scharfe Kanten oder große Querschnittsübergängen problemlos härten, was bei einer anderen Abkühlung wie zum Beispiel beim Ölhärten zwangsläufig zu Rissen und somit zum Ausschuss der Werkstücke führt.
Das Vakuum sorgt beim Vakuumhärten dafür, dass Retorte und Härtegut während der Aufheiz- und Haltephase nicht mit Gasen im Ofen reagieren können. Damit sollen vor allem Randentkohlung und Oberflächenoxidation vermieden werden.
Moderne Vakuumöfen erreichen Temperaturen von bis zu 1300 °C, Mehrzweckkammeröfen hingegen in der Regel nur etwa 1000 °C.